# Cama de mesa

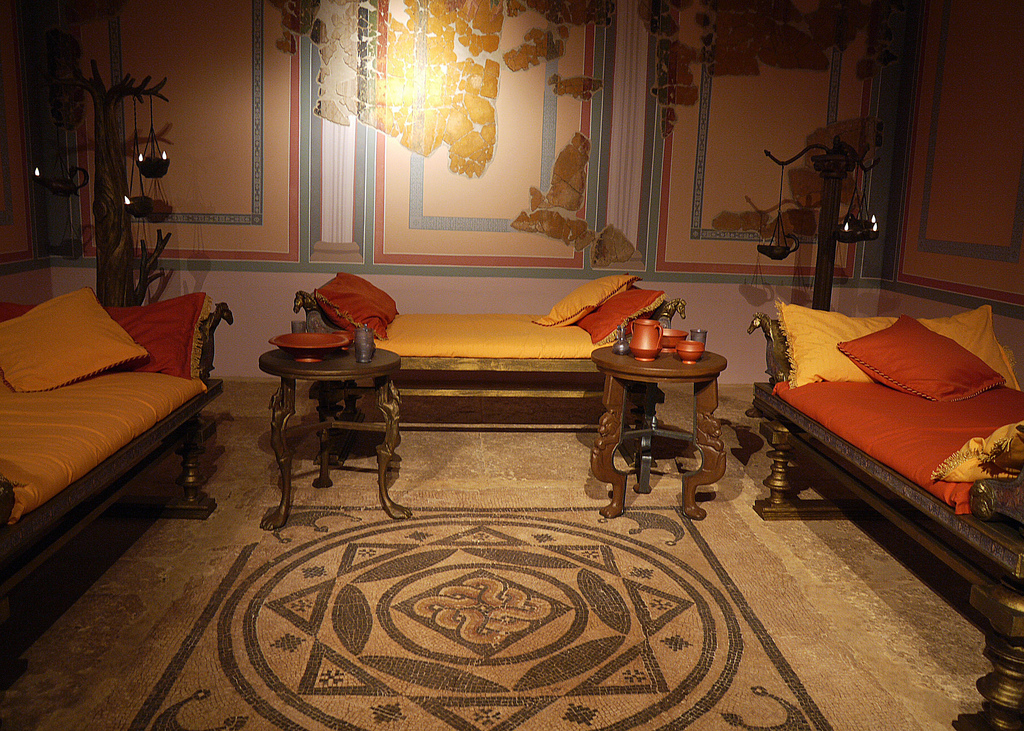
Reproducción de tres triclinios

Se llama triclinio, cama de mesa o lecho de mesa al tipo de lecho que utilizaban algunos pueblos antiguos para comer. 
En los tiempos más antiguos de Grecia se sentaban a la mesa, como se hace hoy en día. Homero representa a los convidados sentados en torno de ella. Los griegos y romanos en un principio comían sentados sobre bancos de madera, como los otros países, y no variaron esta costumbre hasta que tomaron la de bañarse antes de comer. Después del baño se metían en la cama, en donde se hacían traer la comida e, insensiblemente, la costumbre de comer sobre la cama se generalizó entre los griegos, y de estos pasó a los romanos.
En Grecia las mujeres no se presentaban a comer cuando había convidados o extranjeros: pero solas o con sus maridos comían también sobre la cama.

## Antigua Roma
Parece que el uso de comer acostados o tendidos sobre la cama no se introdujo en Roma hasta después de la segunda guerra púnica, y que Escipión el Africano fue el que hizo conocer a sus conciudadanos aquellas pequeñas camas que se llamaron por mucho tiempo punicani - africanos - a causa del lugar de donde habían sido traídas. Estas camas eran muy bajas y de madera común, rellenas solamente con paja o hierba seca y cubiertas con pieles de cabra o de carnero. Más tarde, habiendo sido estas camas perfeccionadas por un tornero o carpintero de Roma llamado Archias, tomaron de su artífice el nombre de archiaques, y en el siglo de Augusto estaban todavía en uso entre la gente de mediana condición.
Las camas de mesa, que en un principio como hemos dicho fueron tan sencillas y sin ningún adorno, pasaron a ser con el tiempo entre los romanos muy magníficas. En ellas era donde ostentaban principalmente su gusto y riqueza. Se veía la madera embutida de marfil, de oro y plata, brillando por todas partes las perlas y piedras preciosas. Los colchones eran de púrpura bordados de oro, con flores y follajes de todos colores. Las almohadas, sobre las que se apoyaban los convidados, eran de la misma materia, y el lujo de los romanos llegó hasta el extremo de tener camas para todas las estaciones del año.
Entre las personas ricas se ponían unos doseles sobre las camas con el objeto de evitar que el polvo del techo cayese sobre la mesa. Por lo común, no ponían más que tres camas alrededor de la mesa: una en medio y las otras dos a cada lado, dejando libre el otro para servir a la mesa. De esta costumbre provino el llamar triclinium a la habitación en que se comía y a la cama misma. Por lo común, las camas más grandes solo servían para cuatro personas.
Las matronas romanas, contenidas por la severidad de las costumbres que por largo tiempo reinaron entre ellas, no empezaron a acostarse sobre las camas o lechos de mesa, como hacían los hombres, hasta el tiempo de los primeros Césares, hasta cuya época permanecían por decencia sentadas en ellas. Los jóvenes que no habían llegado todavía a la edad de poder llevar la ropa viril, continuaron observando la misma costumbre. Suetonio dice que los jóvenes Césares Cayo y Lucio no comieron jamás a la mesa de Augusto, sino sentados in imo loco, en un lugar bajo. 